# Iresine palmeri
Iresine palmeri là loài thực vật có hoa thuộc họ Dền. Loài này được (S. Watson) Standl. mô tả khoa học đầu tiên năm 1915.